# Belgica Mountains
Die Belgica Mountains (französisch Monts Belgica, norwegisch Belgicafjella) sind eine isolierte, etwa 15 km lange Bergkette in der Antarktis, die sich etwa 100 km ostsüdöstlich des Gebirges Sør Rondane im Königin-Maud-Land befindet. Höchster Berg der Belgica Mountains ist der Mount Victor mit einer Höhe von 2590 m.
Zum Gebirge gehören im Einzelnen:
| Berg                          | Höhe   | Koordinaten          |
| ----------------------------- | ------ | -------------------- |
| Mount Victor                  | 2590 m | 72° 36′ S, 31° 16′ O |
| Mount Solvay                  | 2560 m | 72° 34′ S, 31° 23′ O |
| Mount Van der Essen           | 2525 m | 72° 35′ S, 31° 23′ O |
| Mount Boë                     | 2520 m | 72° 35′ S, 31° 19′ O |
| Mount Imbert                  | 2495 m | 72° 34′ S, 31° 28′ O |
| Mount Hoge                    | 2480 m | 72° 35′ S, 31° 25′ O |
| Mount Lahaye                  | 2475 m | 72° 36′ S, 31° 10′ O |
| Mount Launoit                 | 2470 m | 72° 34′ S, 31° 27′ O |
| Mount Brouwer                 | 2460 m | 72° 35′ S, 31° 26′ O |
| Mount Gillet                  | 2460 m | 72° 34′ S, 31° 22′ O |
| Mount Van Mieghem             | 2450 m | 72° 36′ S, 31° 14′ O |
| Mount Loodts                  | 2420 m | 72° 32′ S, 31° 11′ O |
| Mount Paulus                  | 2420 m | 72° 37′ S, 31° 0′ O  |
| Mount Kerckhove de Denterghem | 2400 m | 72° 38′ S, 31° 9′ O  |
| Mount Perov                   | 2380 m | 72° 34′ S, 31° 12′ O |
| Mount Collard                 | 2350 m | 72° 38′ S, 31° 7′ O  |
| Mount Limburg Stirum          | 2350 m | 72° 34′ S, 31° 19′ O |
| Mount Maere                   | 2300 m | 72° 32′ S, 31° 17′ O |
| Mount Verhaegen               | 2300 m | 72° 34′ S, 31° 8′ O  |
| Mount Rossel                  | 2250 m | 72° 36′ S, 31° 2′ O  |
| Mount Lorette                 | 2200 m | 72° 32′ S, 31° 9′ O  |
| Mount Vanderheyden            | 2120 m | 72° 30′ S, 31° 19′ O |
| Mount Hulshagen               | 2100 m | 72° 31′ S, 31° 16′ O |
| Mount Bastin                  | 2000 m | 72° 32′ S, 31° 15′ O |

Entdeckt wurde das Gebirge von der Belgischen Antarktis-Expedition 1957/58 unter Gaston de Gerlache de Gomery (1919–2006). Die Benennung erfolgte nach dem Expeditionsschiff Belgica der ersten belgischen Antarktisexpedition von 1897 bis 1899, die von de Gerlaches Vater Adrien de Gerlache de Gomery geführt worden war.